# Szulmu-beli-lamur
Szulmu-beli-lamur, też Szulma-beli-lamur (akad. Šulmu-bēli-lāmur lub Šulma-bēli-lāmur, tłum. „Niechaj zobaczę pomyślność pana!”) – wysoki dostojnik sprawujący urząd gubernatora Arzuhiny za rządów asyryjskiego króla Salmanasara III (858-824 p.n.e.). Według asyryjskich list i kronik eponimów w 839 r. p.n.e. pełnił również urząd limmu (eponima).